# 茴村乡
茴村乡是中国河南省永城市下辖的一个乡。

## 行政区划
茴村乡下辖：东街村、韩楼村、盛营村、西街村、张石桥村、刘营村、南街村、汪庄村、老闫楼村、崔庄村、吕店村、苗庄村、小蔡庄村、魏老家村、谭桥村、岳庙村、杨庄村、翟庄村、邓庄村、苗阁村、代庄村、李楼村、杨套楼村、张大楼村。